# Casa Corazao
La Casa Corazao es una casona colonial ubicada en la calle Pampa del Castillo en el centro histórico del Cusco, Perú.
Desde 1972 el inmueble forma parte de la Zona Monumental del Cusco declarada como Monumento Histórico del Perú. Asimismo, en 1983 al ser parte del casco histórico de la ciudad del Cusco, forma parte de la zona central declarada por la UNESCO como Patrimonio Cultural de la Humanidad.
Inmueble de tres patios y dos niveles, está emplazado sobre estructuras prehispánicas de aparejo regular. Exteriormente presenta una portada lítica de transición con dintel monolítico; además, tres puertas secundarias y una ventana, vanos abiertos en el muro incaico. El segundo nivel exhibe un balcón del siglo XVII, de antepecho (originalmente cerrado) de profusa talla sustentado sobre ménsulas y cubierto por tejaroz, cuyo antepecho está compuesto por tres hiladas de casetones separados en cuatro calles verticales frontalmente; lo acompañan dos balconcillos republicanos con balaustrada de madera torneada y puertas con vidrios en la parte superior. 
Mediante el zaguán lateral, se accede a la galería de la crujía de ingreso y al patio seco que está configurado por cuatro crujías de dos niveles correspondientes a distintos periodos constructivos: la del lado noroeste de factura contemporánea con escaleras abiertas de un solo tramo; la del lado noreste presenta muro de mampostería lítica, prehispánica, reutilizada en el primer nivel que sustenta la galería lítica de arcos de medio punto del segundo nivel, con antepecho de piedra emplazado sobre cornisa. La crujía sureste se encuentra a desnivel superior al patio y contiene la caja de escaleras en su lado derecho que es “en ce” o de tres tramos y presenta un arco de medio punto al arranque, presenta balcones en voladizo sustentados sobre ménsulas con pies derechos de exquisita talla al igual que las puertas barrocas en el segundo nivel. La crujía suroeste (de ingreso) tiene doble galería de arcos líticos de medio punto pero ha sido distorsionada en su lado derecho por elementos perturbadores como la escalera contemporánea.
Lo más notable de la casa son las graderías semicirculares que dan acceso a los ambientes del primer nivel del ángulo derecho de la edificación, ubicadas en el primer patio.